# Großer Teich Torgau und benachbarte Teiche
Großer Teich Torgau und benachbarte Teiche este o arie protejată (arie specială de conservare — SAC, sit de importanță comunitară — SCI) din Germania întinsă pe o suprafață de 928 ha, integral pe uscat.

## Localizare
Centrul sitului Großer Teich Torgau und benachbarte Teiche este situat la coordonatele 51°32′11″N 12°58′14″E / 51.5364°N 12.9706°E.

## Înființare
Situl Großer Teich Torgau und benachbarte Teiche a fost declarat sit de importanță comunitară în februarie 1999 pentru a proteja 7 specii de animale. Situl a fost protejat și ca arie specială de conservare în aprilie 2011.

## Biodiversitate
Situată în ecoregiunea continentală, aria protejată conține 7 habitate naturale: Ape stătătoare oligotrofe până la mezotrofe, cu vegetație de Littorelletea uniflorae și/sau de Isoëto-Nanojuncetea, Lacuri eutrofice naturale cu vegetație de tip Magnopotamion sau Hydrocharition, Cursuri de apă de la nivel de câmpie la nivel montan, cu vegetație Ranunculion fluitantis și Callitricho-Batrachion, Liziere de ierburi înalte hidrofile de câmpie și de nivel montan până la alpin, Fânețe de joasă altitudine (Alopecurus pratensis, Sanguisorba officinalis), Păduri de stejar sau de stejar și carpen sub-atlantice și medio-europene de Carpinion betuli, Păduri aluvionare cu Alnus glutinosa și Fraxinus excelsior (Alno-Padion, Alnion incanae, Salicion albae).
La baza desemnării sitului se află mai multe specii protejate:
- amfibieni (2): buhai de baltă cu burta roșie (Bombina bombina), triton cu creastă (Triturus cristatus)
- mamifere (2): castor (Castor fiber), vidră de râu (Lutra lutra)
- nevertebrate (2): croitorul mare al stejarului (Cerambyx cerdo), phengaris nausithous (Maculinea nausithous)
- pești (1): țipar (Misgurnus fossilis)